# Wilhelm Georg Berger
Wilhelm Georg Berger (Kőhalom, 1929. december 4. – Bukarest, 1993. március 8.) erdélyi szász zeneszerző, hegedűművész, karmester, muzikológus, a Román Akadémia levelező tagja.

## Pályafutása
A bukaresti konzervatóriumban tanult 1948–1952 között, olyan tanároknál mint Alexandru Rădulescu (brácsa), Zeno Vancea (zenetörténet), Ioan Șerfezi (elmélet és szolfézs), Cecilia Nitzulescu-Lupu és Anton Adrian Sarvaș (hegedű). 1948-1958 között a bukaresti „George Enescu Filharmóniánál volt hegedűs, 1953–1958 a Romániai Zeneszerzők és Muzikológusok Szövetsége vonósnégyesében is. 1968-1989 között a Romániai Zeneszerzők és Muzikológusok Szövetsége titkári tisztségét töltötte be. 1991-ben a Román kamdémia levelező tagja lett, és ugyanettől az évtől óraadó tanárként is tevékenykedett a bukaresti zeneakadémián. Cikkei és tanulmányai a Muzica, Studii de muzicologie, Studii și cercetări de istoria artei, Contemporanul, Secolul XX és România literară hasábjain jelentek meg. Vezényelte a jászvásári, brassói, marosvásárhelyi és aradi szimfonikus zenekarokat.
Életművét többek között 24 szimfónia, 21 vonósnégyes, oratóriumok, versenyművek, szonáták, orgonaművek, misék alkotják. 6. vonósnégyese első díjat nyert Liège-ben, egyik hegedűszonátáját pedig 1964-ben III. Rainier monacói herceg-díjjal ismerték el, egy hegedűversenye 1966-ban első díjat nyert Brüsszelben. Elméleti munkássága során írt egy könyvsorozatot a szonáták esztétikájáról, egy könyvsorozatot a vonósnégyesekről, egy hangversenykalauzt és több könyvet a zeneszerzés elméletét illetően.

## Zeneművei
- op. 3: Szonáta brácsára és zongorára
- op. 4: Improvizáció és kettős fúga (zenekari mű)
- op. 6: A vadászaton (dal)
- op. 7: Szonáta hegedűre és zongorára
- op. 8: Szimfonikus variációk
- op. 9: 5 Petrarca-szonett	(dal)
- op. 12: 1. brácsaverseny
- op. 13: Vonósötös
- op. 14: 1. szimfónia
- op. 15: Verseny vonószenekarra
- op. 16: 2. brácsaverseny
- op. 17: Zongoraszonáta
- op. 18: Szonáta brácsára és csellóra
- op. 19: A gyermekek meséiből (szvit)
- op. 21: Szonáta csellóra és zongorára
- op. 22: 2. szimfónia
- op. 23: Rapszodikus képek (szvit)
- op. 24: Szonáta szólóhegedűre
- op. 25 Nr. 1:	1. vonósnégyes
- op. 25 Nr. 2:	2. vonósnégyes
- op. 25 Nr. 3:	3. vonósnégyes
- op. 25 Nr. 4:	4. vonósnégyes
- op. 25 Nr. 5:	5. vonósnégyes
- op. 25 Nr. 6:	6. vonósnégyes
- op. 26: 3. szimfónia
- op. 27: Szonáta fuvolára, brácsára és csellóra
- op. 28: Csellószonáta
- op. 29: 1. hegedűverseny
- op. 30: 4. szimfónia
- op. 31: Csellóverseny
- op. 32 Nr. 1:	7. vonósnégyes
- op. 32 Nr. 2:	8. vonósnégyes
- op. 32 Nr. 3:	9. vonósnégyes
- op. 32 Nr. 4:	10. vonósnégyes
- op. 32 Nr. 5:	11. vonósnégyes
- op. 32 Nr. 6:	12. vonósnégyes
- op. 33: Meditációk (variációk)
- op. 34: Variációk fúvósokra
- op. 35: Brácsaszonáta
- op. 36: Verseny két hegedűre és zenekarra
- op. 37: 5. szimfónia
- op. 38: 6. szimfónia
- op. 39: 7. szimfónia
- op. 40: 8. szimfónia
- op. 41: Zongoraötös
- op. 42: Fuvolaverseny
- op. 43: Száz árbocból (kantáta)
- op. 44 Nr. 1: 13. vonósnégyes
- op. 44 Nr. 2: 14. vonósnégyes
- op. 44 Nr. 3: 15. vonósnégyes
- op. 44 Nr. 4: 16. vonósnégyes
- op. 45: Verseny hegedűre és két vonósnégyesre
- op. 46: 9. szimfónia
- op. 47: 10. szimfónia
- op. 48: 11. szimfónia
- op. 49: 12. szimfónia
- op. 50: Szonáta hegedűre és orgonára
- op. 51: Három esti dal
- op. 52: AZ 1848-as év (kantáta)
- op. 53: Verseny hegedűre, csellóra és zenekarra
- op. 54: Ballada (zenekari mű)
- op. 55: Verseny hegedűre, csellóra és zenekarra
- op. 55a: Szonáta hegedűre és brácsára
- op. 56: 13. szimfónia
- op. 57: Klarinétverseny
- op. 58: Orgonaszonáta
- op. 60: Orgonaverseny
- op. 61: Faust	(kantáta)
- op. 62: Partita szólóhegedűre (szvit)
- op. 63: 2. hegedűverseny
- op. 64: Verseny hegedűre, csellóra, zongorára és zenekarra
- op. 65: Három dal
- op. 67: 14. szimfónia
- op. 68: 15. szimfónia
- op. 69: Horia	(szimfonikus költemény)
- op. 70: Fuvolaszonáta
- op. 71: Fantasia con ricercari
- op. 72: Fantasia choralis con ricercari
- op. 73 Nr. 1: 17. vonósnégyes
- op. 73 Nr. 2: 18. vonósnégyes
- op. 73 Nr. 3: 19. vonósnégyes
- op. 73 Nr. 4: 20. vonósnégyes
- op. 73 Nr. 5: Esti mise
- op. 73 Nr. 6:	Credo-mise
- op. 74: Klarinétkoncert
- op. 75: 16. szimfónia
- op. 76: 17. szimfónia
- op. 76a: Poema per sonare	(kamarazene)
- op. 77: 18. szimfónia
- op. 78: 19. szimfónia
- op. 79: 20. szimfónia
- op. 80: 21. szimfónia
- op. 81: Fantasia modalis
- op. 82: 21. vonósnégyes
- op. 83: Parabola (fantázia)
- op. 83a: Allegoria modalis (orgonadarab)
- op. 84: Karácsonyi mise
- op. 85: Húsvéti mise
- op. 86: 22. szimfónia
- op. 87: 23. szimfónia
- op. 88: 24. szimfónia
- op. 89: Szonáta hegedűre és orgonára
- op. 90: Verseny szólóhegedűre
- op. 91: Verseny szólócsellóra
- op. 92: Orgonaverseny
- op. 93: Missa brevis
- op. 94: Verseny szólóbrácsára
- op. 95: Messa da requiem
- op. 96: Missa solemnis
- op. 97: Magnificat (orgonadarab)
- op. 98: Glossa  (orgonadarab)
- op. 99: Orgonakoncert
- op. 100: Toccata con corale
- op. 101: Litania  (orgonadarab)
- op. 102: Antifonia coralis (orgonadarab)

## Zenetudományi munkái
- Ghid pentru muzica instrumentală de cameră,1965;
- Muzica simfonică - în 5 volume: vol. I (Barocă-Clasică) – 1967; vol II (Romantică, 1830-1890) – 1972; vol. III (Romantică-Modernă, 1890-1930) – 1974; vol. IV (Modernă-Contemporană, 1930-1950) - 1976; vol. V (Contemporană, 1950-1970) – 1977;
- Cvartetul de coarde de la Haydn la Debussy, 1970;
- Cvartetul de coarde de la Reger la Enescu, 1979;
- Dimensiuni modale,1979;
- Estetica sonatei clasice, 1981;
- Estetica sonatei romantice,1983;
- Estetica sonatei moderne, 1984;
- Estetica sonatei contemporane,1985;
- Estetica sonatei baroce, 1985;
- Teoria generală a sonatei, 1987;
- Clasicismul de la Bach la Beethoven (1990);
- Mozart. Cultură și stil (1991);

## Díjai és kitüntetései
- 1964, Monte Carlo: III. Rainier monacói herceg-díj
- 1965, Liège: első díj a nemzetközi vonósnégyes-szerzői versenyen
- 1966, Brüsszel: első díj az Erzsébet királynő nemzetközi versenyen
- 1966 és 1985: A Román Akadémia díja
- 1967, 1974, 1977, 1981 és 1985: a Romániai Zeneszerzők és Muzikológusok Szövetsége díja
- 1967, 1969, 1974: Munka Érdemrend (IV., III., illetve II. osztály)
- 1979: Augusztus 23 Érdemrend

## Fordítás
- Ez a szócikk részben vagy egészben  a   Wilhelm Georg Berger című német Wikipédia-szócikk ezen változatának fordításán alapul.  Az eredeti cikk szerkesztőit annak laptörténete sorolja fel. Ez a jelzés csupán a megfogalmazás eredetét és a szerzői jogokat jelzi, nem szolgál a cikkben szereplő információk forrásmegjelöléseként.
- Ez a szócikk részben vagy egészben  a   Wilhelm Georg Berger című román Wikipédia-szócikk ezen változatának fordításán alapul.  Az eredeti cikk szerkesztőit annak laptörténete sorolja fel. Ez a jelzés csupán a megfogalmazás eredetét és a szerzői jogokat jelzi, nem szolgál a cikkben szereplő információk forrásmegjelöléseként.